# Alagoasblattspäher
Der Alagoasblattspäher (Philydor novaesi) ist eine höchstwahrscheinlich ausgestorbene Vogelart aus der Familie der Töpfervögel. Er ist endemisch im brasilianischen Bundesstaat Alagoas. Das Artepitheton novaesi bezieht sich auf den brasilianischen Zoologen Fernando da Costa Novaes (1927–2004) vom Museu Paraense Emílio Goeldi.

## Beschreibung
Der Alagoas-Blattspäher erreichte eine Größe von 18 Zentimetern. Stirn und Zügel waren matt ockerfarben und schwarz geschuppt. Der Scheitel war schwarzbraun und zeigte ein dunkel olivbraunes Schuppenmuster. Über- und Unteraugenstreif waren beige-zimtfarben und kontrastieren mit einem stumpf kastanienfarbenen Augenstreif. Ein schwärzlicher kastanienfarben gepunkteter Streif erstreckte sich vom Kiefer bis zu den Ohrendecken. Nacken und Oberseite waren ocker-kastanienfarben. Bürzel und Schwanz waren rötlichbraun. Die Unterseite war hell rötlichbraun mit einem olivbraunen Anflug an Bauch und Unterschwanzdecken. Seine Stimme bestand aus etwas abfallenden Reihen von uü-uü-uü-Pfiffen. Sein Alarmruf war ein thürr.

## Vorkommen und Lebensraum
Der Alagoas-Blattspäher war endemisch in einem 36 km² großen Waldgebiet bei Murici in Alagoas. Er kommt in einer Höhenlage von 400 bis 550 Meter vor und bewohnt selektiv gerodete und alte Sekundärwälder von der Unterholzschicht bis unter die Baumkrone.

## Lebensweise
Der Alagoas-Blattspäher lebte einzeln, paarweise oder in kleinen Gruppen. Er war auch in gemischten Vogelschwärmen zu beobachten, wie beispielsweise mit dem Blasskehl-Baumsteiger (Xiphorhynchus fuscus). Die Nahrung wird aus Blättern, der Rinde, Spalten und Geröll gesammelt und besteht aus Käfern, Grashüpfern, Ameisen und Larven, die aus dem toten Holz gepickt werden. Über seine Brutbiologie ist nur wenig bekannt. Ein immaturer Vogel wurde im Januar gesammelt und im Februar wurde die Mauser beobachtet.

## Status
Seit der Entdeckung der Art im Jahre 1979 bis zum Jahre 1999 ist der Wald bei Murici von 70 km² auf ungefähr 30 km² geschrumpft. Der Wald ist heute stark fragmentiert und weite Flächen wurden in Weideland und Zuckerrohrplantagen umgewandelt. Seit Januar 1999 sind die Waldfragmente durch hinzukommende Rodungsstraßen und Brände von angrenzenden Plantagen bedroht. 1979 wurde die Art noch als auffällig und leicht zu beobachten beschrieben. Bei anschließenden Expeditionen war sie aber nur noch selten zu beobachten und zwischen 1992 und 1998 gab es keine bestätigten Sichtungen. 1998 und 1999 wurden wenige Exemplare gefunden und im Jahre 2000 vier Individuen beobachtet. Im April 2003 wurde die Art im Frei Caneca Private Reserve in Pernambuco gesichtet. 2011 wurde der Alagoas-Blattspäher zuletzt gesichtet und 2019 wurde er von der IUCN in die Liste der neuzeitlich ausgestorbenen Vogelarten aufgenommen.